# Стааль
Стааль (нем. Staal, Stahl, Stahlen) — баронский и дворянский род.
Происходит от ревельского патриция Генриха Стааль. Его потомок, шведский поручик Георг Стааль (?—1720), был возведён в дворянское достоинство королевства Шведского (20.11.1684). Его сыновья Карл-Густав и Карл-Фредерик-Йохан в 1746 году были внесены в эстляндский дворянский матрикул.
Именным Высочайшим указом (5 февраля 1903 года) отставному генерал-майору Николаю-Александру и майору Оттону-Виктору фон-Стааль дозволено, пользоваться в России баронским титулом.

## Известные представители
- Густав Фёдорович фон Стааль, (? — ?) — генерал-майор Русской императорской армии.
- Барон Карл Густавович фон Стааль (1777—1853) — герой Отечественной войны 1812 года, Георгиевский кавалер, был комендантом в Москве.
- Казимир Густавович фон Стааль (? — после 1815) — герой Отечественной войны 1812 года, Георгиевский кавалер.
- Карл Фёдорович Сталь (1774—1824) — генерал-майор русской императорской армии.
- Барон Стааль, Егор Егорович (1822—1907) — российский дипломат и государственный деятель, кавалер ордена Святого апостола Андрея Первозванного.
- Сталь, Егор Фёдорович (1777—1862) — российский командир эпохи наполеоновских войн, генерал-майор

## Описание герба
В голубом поле золотая орлиная лапа с черным бедром, между восемью золотыми безантами по периметру.
Щит увенчан повернутым дворянским шлемом с золотым бурелетом, с голубым и красным бурелетом. Нашлемник — черная орлиная голова на длинной шее, между двумя черными турьими-рогами, снаружи украшенными четырьмя безантами каждый. Намет, пересеченный красным по голубому в шахматы, подложен золотом.